# Brouwerij Biertoren
Brouwerij Biertoren was een bierbrouwerij in Kampenhout. De brouwerij was in eigendom van de familie Smedts.

## Geschiedenis
In 1869 richtte burgemeester Theodoor Smedts in Rotselaar de brouwerij de Toren op. Zij was gevestigd in de gebouwen van Hof Ter Heiden en verwees in haar naam naar de donjon die er naast stond. Haar specialiteit was de lambik, de ‘dikkop’ en de “Rotselaarse” bruine. Toen in de jaren ’30 de zaken, na de impact van de Eerste Wereldoorlog, weer beter gingen, keek toenmalig brouwer René Smedts uit naar een nieuwe locatie, aangezien zijn broers en zussen, mede-eigenaars van het domein, de huur drastisch verhoogden. René Smedts kocht dan in 1939 de leegstaande gebouwen van de brouwerij van Wouters te Kampenhout. De “Toren” werd zo de “Biertoren”. Voor de productie van tafelbieren werd brouwerij Verlinden uit Lubbeek overgenomen.
Na de overname in 1993 door Brouwerij Huyghe uit Melle sloot de Biertoren als laatste brouwerij van Kampenhout.
In 2014 startte Kris Smedts - een kleinzoon van René Smedts - opnieuw een brouwerij in de gebouwen van de voormalige Biertoren.

## Bierproducten
De brouwerij brouwde voornamelijk tafelbieren zoals Biertoren, Verlinden, De Schrans maar ook speciaalbieren waaronder Campus en Aarschotse Bruine.